# Baby (píseň, Justin Bieber)
„Baby“ je píseň kanadského popového zpěváka Justina Biebera. Píseň pochází z jeho druhého alba My World 2.0. Produkce se ujal producent Tricky Stewart, The-Dream a Christina Milian. S touto písní vypomohl americký hip-hopový rapper Ludacris. Se svými sedmi miliony dislike je nejdislikovanější písní na Youtube. Do 13. prosince 2018 byl také nejdislikovanějším videem na YouTube všech dob, než ho překonal YouTube Rewind 2018.
Na tuto píseň vzniklo mnoho parodií.[zdroj⁠?!]

## Hitparáda
| Žebříček (2009–2010) | Příčka |
| -------------------- | ------ |
| Anglie               | 3      |
| USA                  | 5      |
| Kanada               | 3      |
| Austrálie            | 3      |
| Německo              | 22     |
| Česko                | 20     |